# Trachyaphthona hiunchulii
Trachyaphthona hiunchulii is een keversoort uit de familie bladkevers (Chrysomelidae). De wetenschappelijke naam van de soort werd in 2000 gepubliceerd door Sprecher-Uebersax.